# Hellman & Friedman
Hellman & Friedman LLC är ett amerikanskt riskkapitalbolag som investerar i företag som verkar i branscherna för detaljhandel, energi, finansiella tjänster, företagsservice, försäkringar, hälso- och sjukvård, industri och informationsteknik. De förvaltar ett kapital på $35 miljarder för år 2018.
Företaget grundades 1984 av Tully Friedman och Warren Hellman. 1997 lämnade Friedman företaget i syfte att grunda ett annat riskkapitalbolag med namnet FFL Partners, LLC, de två var fortsatta vänner trots att de gick skilda vägar. 2009 avgick Hellman som styrelseordförande och två år senare avled han av leukemi.
De har sitt huvudkontor i One Maritime Plaza i San Francisco i Kalifornien.